# Malabar (Indonésie)
Pour les articles homonymes, voir Malabar.

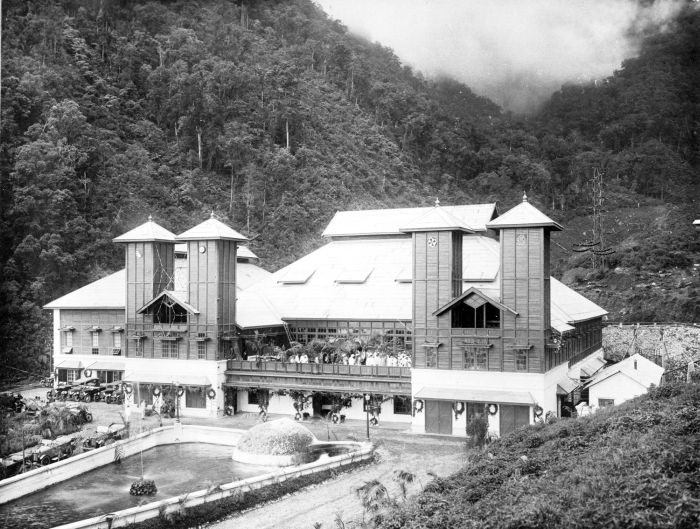
Station de radio de Malabar

Malabar est une localité d'Indonésie située sur l'île de Java dans le Kabupaten de Bandung, à proximité du volcan Malabar.
Une station de radio y a été construite par les Hollandais après la première guerre mondiale. Cet immense émetteur à arc de 2 400 kW fut construit pour pouvoir communiquer jusqu'en Hollande.
La date officielle d'inauguration est le 5 mai 1923. Cependant, la foudre ayant endommagé certains équipements, cette date a dû être repoussée jusqu'à ce qu'ils soient réparés.